# Kostel svatého Havla (Chlumec)
Římskokatolický farní kostel svatého Havla se nachází v centru města a je výraznou dominantou Chlumce. Byl postaven v letech 1847–1852 na místě původního gotického chrámu zasvěceného sv. Gothardu.

## Historie

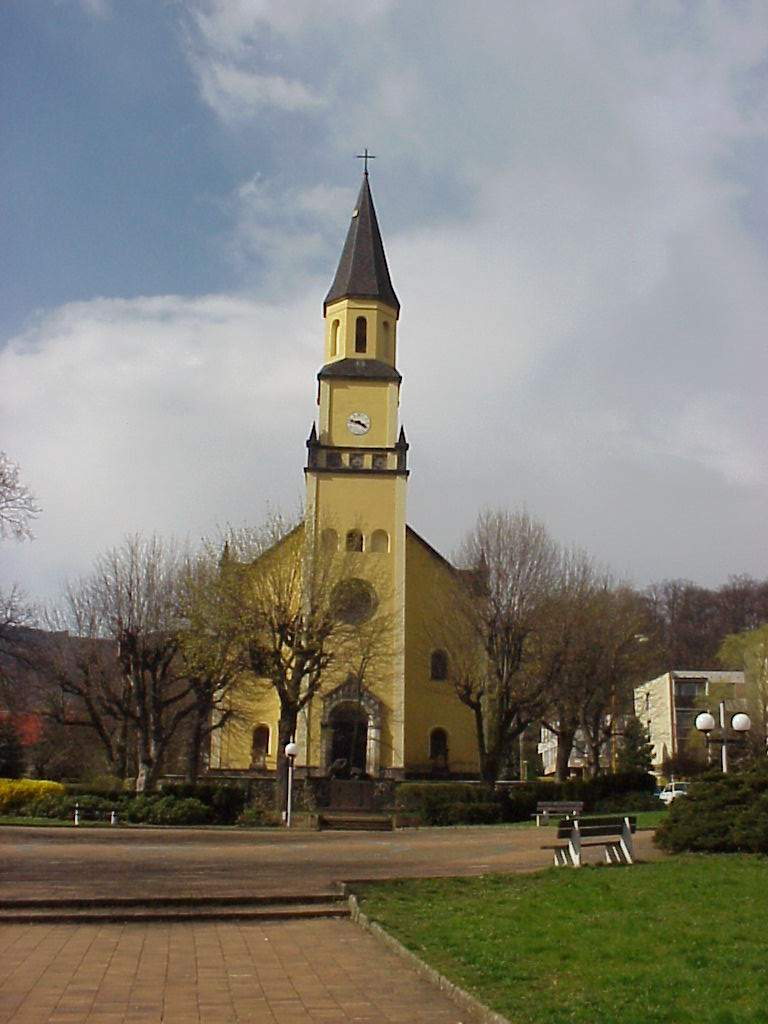
Průčelí kostela sv. Havla v Chlumci

První písemné zmínky o chlumeckém kostele pocházejí z roku 1359, kdy místní farář Niklas z Barau platil 18 kop grošů papežského desátku. Stejně platili například i z Krupky a v Ústí nad Labem, což svědčí o značné výnosnosti chlumecké farnosti a tedy i samotné obce. Roku 1590 nechal majitel panství Petr Kölbl z Geisingu přestavět kostel v barokním slohu a vybudovat mohutnou hranolovou věž v jeho jižním průčelí. Během napoleonských válek byl kostel silně poškozen a postupně chátral. V letech 1847–1852 proběhla jeho přestavba v novorománském slohu podle návrhu architektů J. Katze a A. Smöcha. Slavnostní vysvěcení proběhlo 18. listopadu 1849. Roku 1852 byly instalovány varhany z dílny bratrů Fellerových z nedalekého Libouchce. Jejich generální opravu provedl v letech 1991–1993 MUDr. Tomáš Horák. V 80. letech byly do areálu kostela přemístěny plastiky a obrazy z nedalekých Vyklic zaniklých v souvislosti s těžbou hnědého uhlí. Počátkem 90. let byl chátrající kostel nově vymalován a zastřešen a v roce 1998 provedl zdarma opravu poškozených věžních hodin starosta sousední Telnice pan Jaroslav Doubrava. Až do konce 60. let 20. století náležela ke kostelu i stará gotická fara, která byla zbořena v souvislosti s výstavbou panelového domu v sousední Metodějově ulici čp. 182 až 185. Po její demolici se fara přemístila do domu čp. 26.
Duchovní správci kostela jsou uvedeni na stránce: Římskokatolická farnost Chlumec.

## Architektura
Trojlodí chrámu je obdélníkového tvaru, zakončené půlkruhovým presbytářem a hranolovou, v posledním patře, polygonální věží v jeho jižním průčelí. Síňové trojlodí je sklenuto plackami (klenba nad čtvercem) na čtyřboké pilíře s poloválcovými příporami. V přízemí věže se nachází novogotický vstupní portál nad nímž se tyčí velké kruhové okno, přinášející světlo k varhanům a vnitřním dispozicím lodě. V severní části chrámu je umístěn presbytář s novogotickým dřevěným oltářem a kazatelna. Jižní stranu lodě zaujímá balkon s varhany.
Při hlavním vstupu v prostorách věže se nachází pamětní desky se jmény místních vojáků padlých v první světové válce. Severní vnější zeď kostela je osazena jedenácti renesančními náhrobními kameny rodiny Kölblů – majitelů panství v 16. a 17. století, které sem byly z části přeneseny ze zaniklého hřbitova, dílem ze zbořeného kostela sv. Vavřince u Českého Újezdu. Dva nejzachovalejší náhrobní kameny někdejších pánů se poté nachází zazděné uvnitř kostela po obou stranách kněžiště.

## Památky vokolí kostela
- Od kostela vede na Horku ke kapli Nejsvětější Trojice chlumecká křížová cesta, která je od 3. května 1958 chráněna jako kulturní památka České republiky.[2]
- U východního vstupu a na severní straně se nachází 3 smírčí kříže.
- Pod vstupním schodištěm je umístěna socha zraněného vojáka na paměť obětem první světové války. Postaven byl díky sbírce matek a vdov vojáků v roce 1935 pod patronací komandanta Franze Kölera a slavnostně odhalen roku 1936. Socha vojáka je ze sochařské dílny F. Watzka v Teplicích.
- Kamenný krucifix – u východního vstupu do kostela.
- Kříž z Tuchomyšle – nachází se po levé straně vedle sochy vojáka. Na pískovcovém hranolovém soklu s vročením 1696 je tepaný kříž. Zrušen byl spolu s obcí v roce 1976, znovu nalezen v roce 1997 a potom byl přemístěn do Chlumce.
- Socha Ecce Homo – vlevo od hlavního vstupu stojí na hranolovém soklu polychromovaný kamenný Kristus v životní velikosti, s trnovou korunou, spoutanýma rukama a s volně splývajícím pláštěm. Plastika původně stála v jižní části zlikvidované obce Vyklice u silnice u domu čp. 16. Přesunuta byla na současné místo v r. 1988 vzhledem k likvidaci obce těžbou. Barokní socha z roku 1738, jejímž autorem je Daniel Urbanský, je hodnotným dokladem barokní plastiky na Ústecku. Od 3. května 1958 se jedná o chráněnou kulturní památku České republiky.[3]
- Sloup s pietou – přibližně 100 m na návsi pod kostelem stojí na hranolovém soklu vysoký sloup s jednoduchou hlavicí. Na rozšířené krycí desce je umístěna volná kamenná plastika Piety – sedící Panna Marie s postavou umučeného Krista na klíně. Celková výška plastiky je asi 6 m. Od 3. května 1958 je to chráněná kulturní památka České republiky.[4]

## Duchovní správa
Z chlumeckých farářů je dodnes vzpomínán Franz Zechel, který se jako 77letý stařec připojil ke svým farníkům prchajícím v srpnu 1813 před bitvou s Francouzi do hor nad Chlumcem, kde po několik dní pečoval o skupinu místních dětí. Po bitvě se večer vrátil vyhladovělý a vyčerpaný do své fary, kde byl druhý den ráno nalezen mrtvý. V současné době farnost Chlumec z důvodu efektivnosti spadá do farního obvodu v Ústí nad Labem, která je spravovaná excurrendo. Od 1. července 2002 v kostele slouží coby duchovní správce ústecký arciděkan Miroslav Šimáček.

### Bohoslužby
Mše se zde konají každou 2. a 4. neděli v měsíci od 16 hodin.